# Cross-country
|  | Per a altres significats, vegeu «Cross country». |

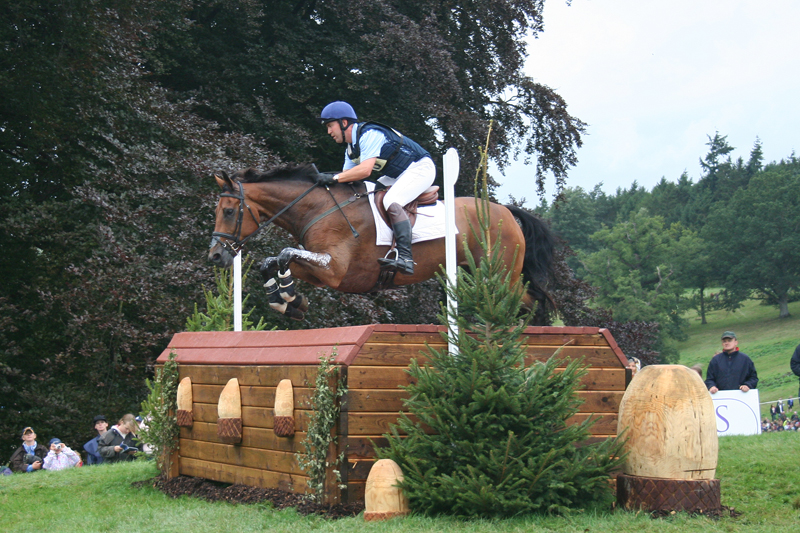
Competició de cross-country.

El  cross-country  (de l'anglès, "a camp a través") és un esport eqüestre que integra la prova dels tres dies o concurs complet, juntament amb la d'ensinistrament o doma clàssica i la de salt. També es practica en competències locals com a disciplina eqüestre autònoma.
L'objectiu del  cross-country  és provar la velocitat, resistència i capacitat de salt del cavall de cross country, quan es troba ben entrenat i posat en el pic de la seva condició. Al mateix temps demostra la capacitat del genet per controlar el pas i la munta al camp ple d'obstacles.

## Nota
1. ↑  Human Kinetics (Organization); Thomas W. Hanlon. The sports rules book.  Human Kinetics, 16 abril 2009, p. 95–. ISBN 9780736076326 [Consulta: 28 gener 2011].